# 塩田昌宏
塩田 昌宏（しおた まさひろ、1957年9月24日 - ）は大阪府出身のプロゴルファー。

## 来歴
近畿大学時代は1978年・1979年と関西学生を連覇し、1979年には日本学生4位、1980年には中日クラウンズでベストアマチュアを獲得。
卒業後は愛知県の貞宝カントリークラブに入社し、1983年にプロテストで合格して以降は入江勉に師事。　　
1984年の美津濃プロ新人では大町昭義と共に浅尾琢巳の3位タイに入り、1985年の中部オープンでは井上幸一・上西紘暉・中村彰男・出口栄太郎・石井裕士・鈴村照男・中村忠夫・内田繁を抑えて優勝し、日本プロゴルフトーナメント最優秀新人賞を受賞。
1985年の兵庫県オープンでは初日を吉川一雄・山本己沙雄・山本洋一に次ぐと同時に森本俊治・宮本康弘と並んでの4位タイでスタートし、最終日には吉川・山本己に次ぐと同時に宮本・山本と並んでの3位タイに入った。
1986年には日本プロで湯原信光・長谷川勝治と並んでの10位タイ、1987年には日経カップ 中村寅吉メモリアルで尾崎将司・直道兄弟と並んでの2位タイ、1988年には第一不動産カップで謝敏男（中華民国）・尾崎直と並んでの2位タイに入った。
1988年の千葉オープンでは初日を若木進一・上原忠明と共に69をマークして6位タイでスタートし、最終日には渡辺修・泉川ピート・丸山茂樹・山本己と並んでの6位タイに入った。
1989年のゼンリン福岡オープンでは松永一成・日下敏治に次ぐと同時に山本昭一・池原厚と並んでの4位タイ、1990年の山口オープンでは宮田孝誠・池原・江本光と並んでの5位タイに入り、1997年のアコムインターナショナルを最後にレギュラーツアーから引退。
日本ゴルフ協会ティーチングプロA級を取得し、現在は柏原市のSKゴルフガーデンインストラクター。

## 主な優勝
- 1985年 - 中部オープン